# 大石吾朗 Premium G
大石吾朗 Premium G（おおいしごろう プレミアム ジー）は、ミュージックバードおよび、MUSIC BIRD for COMMUNITYを通じて一部のコミュニティ放送局で放送されているラジオ番組。
2017年10月に放送を開始。当初は『Premium G 〜MUSIC GIFT〜』（プレミアム ジー ミュージック ギフト）のタイトルであったが、2020年4月に内容がリニューアルされ、現在のタイトルになった。

## 概要
大石吾朗がポプコン世代に送る、ゲストを交えたトーク&音楽バラエティ番組。アシスタントは星本エリー。

## 過去のアシスタント
- 伊藤美裕（2017年10月1日 - 2020年3月29日）
- 蘭華（2020年4月5日 - 2021年3月28日）
- 小林千絵（2021年4月4日 - 2024年3月31日）
- 峠恵子（2024年4月7日 - 2024年9月29日）

## タイムテーブル
- プレミアムなゲスト（ゲストコーナー）

2週に渡り、ポプコン世代（1970年代から80年代後半）に活躍された歌手をゲストを元に、ヒット曲についてトークする。
※リモート収録の場合もある。
- コッキーポップ・プレミアム

ポプコンに出場した歌手の楽曲を2、3曲ほど紹介する。
- 「ラストの1曲」

大石がチョイスした1曲をフルコーラスで流す。
- リアルタイムの放送時間では、18:53 - 18:55の間、ラジオ通販のCMと、CMフィラーが折り返し流れる。
- 18:55-19:00 - 防災・防犯インフォメーション（一部のネット局はCM、又はCMフィラーが流れる）

## コミュニティ放送局のネット状況
2025年6月現在。
| 放送地域 | 放送局名                              | 周波数   | 備考                                             |
| -------- | ------------------------------------- | -------- | ------------------------------------------------ |
| 北海道   | エフエムわっぴー（稚内市）            | 76.1MHz  |                                                  |
| 北海道   | FM ABASHIRI（網走市）                 | 78.7MHz  |                                                  |
| 北海道   | FMくしろ（釧路市）                    | 76.1MHz  |                                                  |
| 北海道   | ラジオニセコ（ニセコ町）              | 76.2MHz  |                                                  |
| 北海道   | FMとまこまい（苫小牧市）              | 83.7MHz  |                                                  |
| 北海道   | FMいるか（函館市）                    | 80.7MHz  |                                                  |
| 北海道   | エフエムくりやま（栗山町）            | 78.8MHz  |                                                  |
| 青森県   | FMごしょがわら G.Radio （五所川原市） | 76.7MHz  |                                                  |
| 青森県   | FM AZUR（むつ市）                     | 76.2MHz  | 火曜 11:00〜11:55、再放送、土曜 27:00〜27:55放送 |
| 岩手県   | みやこハーバーラジオ（宮古市）        | 82.6MHz  |                                                  |
| 岩手県   | FM One（花巻市）                      | 78.7MHz  |                                                  |
| 岩手県   | FMねまらいん（大船渡市）              | 87.5MHz  |                                                  |
| 宮城県   | OCR FM835（Bikki-FM）（大崎市）       | 83.5MHz  |                                                  |
| 宮城県   | エフエムたいはく（仙台市太白区）      | 78.9MHz  |                                                  |
| 宮城県   | なとらじ801（名取市）                 | 80.1MHz  |                                                  |
| 秋田県   | 秋田コミュニティー放送（秋田市）      | 76.5MHz  |                                                  |
| 秋田県   | FMゆーとぴあ（湯沢市）                | 76.3MHz  |                                                  |
| 秋田県   | FMはなび（大仙市）                    | 87.3MHz  |                                                  |
| 秋田県   | ラジオおおだて（大館市）              | 81.4MHz  |                                                  |
| 福島県   | ウルトラFM（須賀川市）                | 86.8MHz  |                                                  |
| 福島県   | SEA WAVE FMいわき（いわき市）         | 76.2MHz  |                                                  |
| 茨城県   | FMひたち（日立市）                    | 82.2MHz  |                                                  |
| 茨城県   | FMぱるるん（水戸市）                  | 76.2MHz  |                                                  |
| 茨城県   | FMかしま（鹿嶋市）                    | 76.7MHz  |                                                  |
| 茨城県   | FMうしくうれしく放送（牛久市）        | 85.4MHz  |                                                  |
| 栃木県   | FMもおか（真岡市）                    | 87.4MHz  |                                                  |
| 栃木県   | FM DAMONO（足利市）                   | 88.3MHz  |                                                  |
| 群馬県   | FM OZE（沼田市）                      | 76.5MHz  |                                                  |
| 群馬県   | いせさきFM（伊勢崎市）                | 76.9MHz  |                                                  |
| 群馬県   | FM TARO （太田市）                    | 76.7MHz  | 土曜 18:05 - 19:00放送                           |
| 群馬県   | ラヂオななみ（玉村町）                | 77.3MHz  |                                                  |
| 埼玉県   | REDS WAVE（さいたま市浦和区）         | 87.3MHz  |                                                  |
| 埼玉県   | FMわたらせ（加須市）                  | 76.1MHz  |                                                  |
| 埼玉県   | FMチャッピー（入間市）                | 77.7MHz  |                                                  |
| 埼玉県   | FMふっかちゃん（深谷市）              | 88.5MHz  |                                                  |
| 千葉県   | Radio NARITA（成田市）                | 83.7MHz  |                                                  |
| 千葉県   | ふくろうFM（八千代市）                | 85.8MHz  |                                                  |
| 東京都   | FMたちかわ（立川市）                  | 84.4MHz  |                                                  |
| 東京都   | コマラジ（狛江市）                    | 85.7MHz  |                                                  |
| 神奈川県 | エフエム戸塚（横浜市戸塚区）          | 83.7MHz  |                                                  |
| 神奈川県 | マリンFM（横浜市中区）                | 86.1MHz  |                                                  |
| 新潟県   | FMじょうえつ（上越市）                | 76.1MHz  |                                                  |
| 新潟県   | FMピッカラ（柏崎市）                  | 76.3MHz  |                                                  |
| 新潟県   | RADIO AGATT（新発田市）               | 76.9MHz  |                                                  |
| 新潟県   | FMゆきぐに（南魚沼市）                | 76.2MHz  |                                                  |
| 新潟県   | エフエムとおかまち（十日町市）        | 78.3MHz  |                                                  |
| 新潟県   | FMながおか（長岡市）                  | 80.7MHz  |                                                  |
| 富山県   | FMとなみ（砺波市）                    | 76.9MHz  |                                                  |
| 福井県   | 福井街角放送（福井市）                | 77.3MHz  |                                                  |
| 山梨県   | エフエムふじごこ（富士吉田市）        | 76.8MHz  |                                                  |
| 長野県   | FMさくだいら（佐久市）                | 76.5MHz  |                                                  |
| 長野県   | 伊那谷FM（伊那市）                    | 86.7MHz  |                                                  |
| 長野県   | エルシーブイFM769（諏訪市）           | 76.9MHz  |                                                  |
| 長野県   | 高ボッチ高原FM（塩尻市）              | 89.4MHz  |                                                  |
| 岐阜県   | FM PiPi（多治見市）                   | 76.3MHz  |                                                  |
| 岐阜県   | FMらら（可児市）                      | 76.8MHz  |                                                  |
| 静岡県   | 富士山GOGOエフエム（御殿場市）        | 86.3MHz  |                                                  |
| 静岡県   | ボイス・キュー（三島市）              | 77.7MHz  |                                                  |
| 静岡県   | g-sky76.5（島田市）                   | 76.5MHz  |                                                  |
| 愛知県   | RADIO SANQ（瀬戸市）                  | 84.5MHz  |                                                  |
| 愛知県   | メディアスFM（東海市）                | 83.4MHz  |                                                  |
| 愛知県   | MID-FM（名古屋市）                    | 76.1MHz  |                                                  |
| 愛知県   | RADIO LOVEAT（豊田市）                | 78.6MHz  |                                                  |
| 滋賀県   | Rocket's785（草津市）                 | 78.5MHz  |                                                  |
| 京都府   | FMいかる（綾部市）                    | 76.3MHz  |                                                  |
| 奈良県   | FM五條（五條市）                      | 78.0MHz  |                                                  |
| 大阪府   | やおFM（八尾市）                      | 79.2MHz  |                                                  |
| 兵庫県   | 805たんば（丹波市）                   | 80.5MHz  |                                                  |
| 兵庫県   | FMジャングル（豊岡市）                | 76.4 MHz |                                                  |
| 岡山県   | FMくらしき（倉敷市）                  | 79.2MHz  | 月曜 19:00 - 19:55放送                           |
| 広島県   | エフエムおのみち79.4（尾道市）        | 79.4MHz  |                                                  |
| 広島県   | エフエムはつかいち（廿日市）          | 76.1MHz  |                                                  |
| 広島県   | FMちゅーピー（広島市）                | 76.6MHz  |                                                  |
| 広島県   | FM東広島（東広島市）                  | 89.7MHz  |                                                  |
| 広島県   | FMみはら（三原市）                    | 87.4MHz  |                                                  |
| 島根県   | エフエムいずも（出雲市）              | 80.1MHz  |                                                  |
| 山口県   | COME ON! FM （下関市）                | 76.4MHz  |                                                  |
| 山口県   | しゅうなんFM （周南市）               | 78.4MHz  |                                                  |
| 香川県   | FM81.5（高松市）                      | 81.5MHz  |                                                  |
| 徳島県   | B-FM791（眉山市）                     | 79.1MHz  |                                                  |
| 愛媛県   | FMラヂオバリバリ（今治市）            | 78.9MHz  |                                                  |
| 愛媛県   | ハロー! ニュー新居浜FM（新居浜市）    | 78.0MHz  |                                                  |
| 福岡県   | FM八女（八女市）                      | 80.1MHz  |                                                  |
| 福岡県   | ちょっくらじお（直方市）              | 86.1MHz  |                                                  |
| 長崎県   | はっぴぃ!FM（佐世保市）               | 87.3MHz  |                                                  |
| 長崎県   | 壱岐エフエム（壱岐市）                | 76.5MHz  |                                                  |
| 熊本県   | かっぱFM（八代市）                    | 76.5MHz  |                                                  |
| 熊本県   | FM791（熊本市）                       | 79.1MHz  |                                                  |
| 熊本県   | みつばちラジオ（天草市）              | 88.8MHz  |                                                  |
| 熊本県   | Green Pocket（小国町）                | 76.5MHz  |                                                  |
| 大分県   | エフエムさいき（佐伯市）              | 76.3MHz  |                                                  |
| 宮崎県   | サンシャインFM（宮崎市）              | 76.1MHz  |                                                  |
| 宮崎県   | FMひゅうが（日向市）                  | 76.7MHz  |                                                  |
| 宮崎県   | FMのべおか（延岡市）                  | 88.6MHz  |                                                  |
| 鹿児島県 | FMさつませんだい（薩摩川内市）        | 87.1MHz  |                                                  |
| 沖縄県   | FMいしがき サンサンラジオ（石垣市）   | 76.1MHz  |                                                  |

途中飛び乗り・途中飛び降り・非ネットの局でも、当該ネット局（のある地域）からの公開生放送や地元に関係する出演者が登場する場合に臨時フルネットあるいは臨時ネットする場合がある。

### 以前ネットしていた局
- FMアップル（北海道札幌市）
- エフエム椿台（秋田県秋田市）
- 秋田コミュニティー放送（秋田県秋田市）
- FM愛'S（福島県会津若松市）
- FMおおつ（滋賀県大津市）
- マリンパル（静岡市清水区）
- FM EGAO（愛知県岡崎市）
- ラジオこまつ（石川県小松市）
- エフエム八ヶ岳（山梨県北杜市）
- なぎさステーション（静岡県伊東市）
- Radio momo（岡山県岡山市）
- FMわっしょい（山口県防府市）
- FMスマイルウェ〜ブ（山口県山陽小野田市）
- FM SUN（香川県坂出市）
- FMハイホー（奈良県生駒郡）
- FMからつ（佐賀県唐津市）
- NOAS FM（大分県中津市）

## ゲスト
Premium G 〜MUSIC GIFT〜
- 八神純子（2017年10月1日・8日）
- 三浦和人（2017年10月15日・22日）
- 辛島美登里（2017年12月17日・25日）
- 谷山浩子（2018年2月18日、2月25日）
- myunとyayo～（2018年4月29日、5月6日）
- ASKA（2018年10月7日・14日）
- 鈴木康博（2018年12月16日・23日）
- 妹尾武（2019年6月2日・9日）
- 蘭華（2019年6月30日、7月7日）
- SISTER KAYA（2019年9月22日・29日）
- 名渡山遼（2019年10月6日・13日）
- あいのぼり - アッカ (Vo.) 、小松慶太朗 (G) （2019年10月20日・27日）
- SING LIKE TALKING - 藤田千章 (Key) （2019年11月3日・10日）
- 下成佐登子（2019年11月17日・24日）
- 麻里絵（2019年12月1日・8日）
- 式町水晶（2019年12月15日・22日）
- ナオミ・グレース（2020年1月5日・12日）
- MARIERIKA（2020年1月19日・26日）
- 熊木杏里（2020年2月2日・9日）
- 松尾一彦（2020年2月16日・23日）
- 小林千絵（2020年3月1日・8日）
- 宇徳敬子（2020年3月15日・22日）
- なかの綾（2020年3月29日）

大石吾朗 Premium G
- マユミーヌ（2020年4月5日・12日）
- 陣内大蔵（2020年4月19日・26日）
- ザ・リリーズ（2020年5月3日・10日）
- ASKA（2020年5月31日）
- 沢田聖子（2020年6月14日・21日）
- 加藤登紀子（2020年6月28日、7月5日）
- ふとがね金太（2020年7月12日・19日）
- 日浦孝則（2020年7月26日・8月2日）
- 船山基紀（2020年8月9日・16日）
- 木山裕策（2020年8月23日・30日）
- 林部智史（2020年9月6日・13日）
- 矢口早苗（2020年9月20日）
- 蘭華（2020年9月27日）
- TETSU100% - 杉原徹（2020年10月4日・11日）
- 星乃けい（2020年10月18日・25日）
- 沢田知可子（2020年11月1日・8日）
- 松城ゆきの（2020年11月15日・22日）
- カズン（2020年11月29日、12月6日）
- 木戸やすひろ（2020年12月13日・20日）
- 増田惠子（2021年1月3日・10日）
- おかゆ（2021年1月17日・24日）
- 坂元昭二（2021年1月31日、2月7日）
- 大竹英二（2021年2月14日・21日）
- 庄野真代（2021年2月28日、3月7日）
- ザ・コインロッカーズ - Emily (Vo.) （2021年3月14日）
- 前田たかひろ（2021年3月21日・28日）
- 新川博（2021年4月4日・11日）
- 小椋桂（2021年4月18日・25日、5月2日）
- 高木麻早（2021年5月9日・16日）
- 中村あゆみ（2021年5月23日・30日）
- 岡谷柚奈（2021年6月6日）